# Elaeocarpus teysmannii
Espèce
Synonymes
- Elaeocarpus teysmannii subsp. rhizophorus (Koord.) Coode[1]

Elaeocarpus teysmannii est une espèce de plantes de la famille des Elaeocarpaceae.

## Liste des sous-espèces
Selon Catalogue of Life (10 avril 2019) :
- sous-espèce Elaeocarpus teysmannii subsp. domatiferus
- sous-espèce Elaeocarpus teysmannii subsp. laevilapis
- sous-espèce Elaeocarpus teysmannii subsp. moluccensis
- sous-espèce Elaeocarpus teysmannii subsp. morowalensis
- sous-espèce Elaeocarpus teysmannii subsp. rhizophorus
- sous-espèce Elaeocarpus teysmannii subsp. teysmannii

Selon The Plant List (10 avril 2019) :
- sous-espèce Elaeocarpus teysmannii subsp. rhizophorus (Koord.) Coode

Selon Tropicos (10 avril 2019) (Attention liste brute contenant possiblement des synonymes) :
- sous-espèce Elaeocarpus teysmannii subsp. domatiferus Coode
- sous-espèce Elaeocarpus teysmannii subsp. laevilapis Weibel
- sous-espèce Elaeocarpus teysmannii subsp. moluccensis Coode
- sous-espèce Elaeocarpus teysmannii subsp. molucensis Coode
- sous-espèce Elaeocarpus teysmannii subsp. morowalensis Coode
- sous-espèce Elaeocarpus teysmannii subsp. rhizophorus (Koord.) Coode

## Publication originale
- Icones Bogorienses t. 128. 1903.